# Воробьёв, Александр Федотович
Александр Федотович Воробьёв (1917 — ?) — советский футболист, вратарь.
В 1936—1937 годах играл за сборную завода имени Дзержинского / «Сталь» Днепродзержинск. В мае — июне 1938 года провёл четыре матча в чемпионате СССР за «Стахановец» Сталино. В 1939—1940 годах выступал в первенстве КФК за «Динамо» Ташкент, полуфиналист Кубка СССР 1939 года.
В 1946—1947 годах — игрок ОДОКА / ДО Минск. Играл в командах первенства Белорусской ССР «Динамо» Молодечно (1950), «Спартак» Минск (1951).